# Jaegerina solitaria
Jaegerina solitaria là một loài Rêu trong họ Pterobryaceae. Loài này được (Brid.) A. Jaeger miêu tả khoa học đầu tiên năm 1877.